# Amerykańskie Towarzystwo Psychopatologiczne
Amerykańskie Towarzystwo Psychopatologiczne, APPA (ang. American Psychopathological Association) – organizacja założona w 1910 roku celem „badań naukowych zaburzonego zachowania człowieka i jego biologicznych oraz psychospołecznych składowych”.
Co roku organizuje konferencje, których wyniki publikowane są w formie książkowej przez American Psychiatric Publishing, Inc. (APPI). Wydaje dwumiesięcznik „Comprehensive Psychiatry”.

## Przewodniczący
- Morton Prince (1910/11)
- Adolf Meyer (1912)
- James T. Putnam (1913)
- Alfred R. Allen (1914-15)
- Adolf Meyer (1916/17)
- Smith Ely Jelliffe (1918)
- William Alanson White (1921)
- John T. MacCurdy (1922)
- Leon Pierce Clark (1923/24)
- Albert M. Barrett (1925)
- Sanger Brown II (1927)
- Ross McC. Chapman (1928/29)
- William  Healy (1930/31)
- James Ramsay Hunt (1932)
- Edward J. Kempf (1933/34)
- Nolan D.C. Lewis (1935/37)
- Samuel W. Hamilton (1938)
- Abraham Myerson (1939)
- Douglas  A. Thom (1940)
- Roscoe W. Hall (1941/42)
- Frederick L. Wells (1943/44)
- Bernard  Glueck (1945)
- Robert P. Knight (1946)
- Frederick  L. Wells (1947)
- Donald  J. MacPherson (1948)
- Paul  Hoch (1949)
- William B. Terhune (1950)
- Lauren  H. Smith (1951)
- Joseph  Zubin (1952)
- Clarence  R. Oberndorf (1953)
- David  McK. Rioch (1954/55)
- Oaskar Diethelm (1956)
- Howard S. Liddell (1957)
- Leslie  B. Hohman (1958)
- Harry C. Solomon (1959)
- David Wechsler (1960)
- William Horsely Gantt (1961)
- Lauretta Bender (1962)
- D. Ewen Cameron (1963)
- Jerome D. Frank (1964)
- Franz J. Kallmann (1965)
- Seymour S. Kety (1966)
- Bernard C. Glueck, Jr. (1967)
- Benjamin Pasamanick (1968)
- Joel Elkes (1969)
- Fritz A. Freyhan (1970)
- Milton Greenblatt (1971)
- Alfred Freedman (1972)
- Henry Brill (1973)
- Max Fink (1974)
- Charles Shagass (1975)
- Arnold J. Friedhoff (1976)
- George Winokur (1977)
- Gerald L. Klerman (1978)
- Jonathan O. Cole (1979)
- Donald  F. Klein (1980)
- Paula  J. Clayton (1981)
- Samuel B. Guze (1982)
- Robert L. Spitzer (1983)
- Murray Alpert (1984)
- James  E. Barrett (1985)
- Robert  M. Rose (1986)
- David  L. Dunner (1987)
- Lee N. Robins (1988)
- Bernard  J. Carroll (1989)
- Nancy Coover Andreasen (1990)
- Katherine  A. Halmi (1991)
- Elliot S. Gershon (1992)
- C. Robert Cloninger (1993)
- Bruce Dohrenwend (1994)
- Leonard Heston (1995)
- David  Janowsky (1996)
- Ellen Frank (1997)
- Judith Rapoport (1998)
- Myrna M. Weissman (1999)
- John  E. Helzer (2000)
- Nina Schooler (2001)
- Jack  Gorman (2002)
- Charles Zorumski (2003)
- William W. Eaton (2004)
- Ming Tsuang (2005)
- J. Raymond DePaulo, Jr. (2006)
- James Hudziak (2007)
- Patrick  Shrout (2008)
- Darrel Regier (2009)
- Linda B. Cottler (2010)
- Cathy  Spatz Widom (2011)
- Ezra Susser (2012)